# Шовин, Дерек
Дерек Майкл Шовин (англ. Derek Michael Chauvin; 19 марта 1976) — бывший офицер полиции города Миннеаполиса (штат Миннесота), получивший известность в результате задержания Джорджа Флойда. Шовин прижал его шею коленом к асфальту и продержал его в таком положении 8 минут и 46 секунд, пока Джордж лежал на дороге лицом вниз. 20 апреля 2021 года Шовин был признан виновным в непреднамеренном убийстве Джорджа Флойда и приговорён к 22,5 годам лишения свободы.
До убийства Флойда не имел судимостей, однако известно, что во время работы полицейским трижды открывал огонь по людям, однажды убив человека.

## Биография
Дерек Шовин родился 19 марта 1976 года и посещал Park High School в Коттидж-Гров (Миннесота). Он прошёл курсы по приготовлению пищи в техническом колледже и работал поваром в McDonald’s, в местном итало-американском ресторане и охранником.
В 2006 году окончил Metropolitan State University по специальности «правоохранительная деятельность».
Дважды проходил службу в качестве военного полицейского в армии Соединённых Штатов
В 2020 году в качестве офицера находился на службе в полиции города Миннеаполиса (штат Миннесота).

## Задержание Джорджа Флойда и последствия
Вскоре после 8 часов вечера 25 мая 2020 года, в День поминовения, сотрудники департамента полиции Миннеаполиса отреагировали на сообщение о происходящем преступлении, связанном с фальшивыми документами на юге Чикаго-авеню в районе Паудерхорн-Парк в Миннеаполисе. Согласно WCCO-TV, подразумевалось, что Флойд «пытался использовать фальшивые документы в ближайшем гастрономе» (позже противоправное действие Флойда не подтвердилось). По данным полиции, Флойд находился в машине и «был под каким-то воздействием». Представитель департамента полиции заявил, что офицеры приказали ему выйти из машины, после чего он сопротивлялся аресту.
Шовин прижал шею Флойда коленом к асфальту и продержал его в таком положении около 8 минут. Джордж неоднократно говорил Дереку: «Пожалуйста» и «Я не могу дышать» (англ. I can't breathe), издавая стоны и рыдания. У Флойда пошла кровь из носа. В конце концов Флойд перестал двигаться, но Шовин не убрал колено с его шеи. Затем прибыла скорая помощь. Часть ареста была снята наблюдателем и опубликована на Facebook Live.
11 августа 2020 года на YouTube-канале PoliceActivity было опубликовано полное видео убийства Джорджа Флойда.
Эндрю Бейкер, патологоанатом и главный медицинский эксперт округа Хеннепин, провёл вскрытие утром 26 мая. Часть предварительных итогов экспертизы цитировалась в обвинительных судебных документах, обнародованных 29 мая. Окончательные результаты вскрытия были опубликованы 1 июня. Согласно заключению, сердце Флойда остановилось во время задержания, причиной смерти послужила механическая асфиксия, вызванная придавливанием шеи и спины. Бейкер также предполагает, что интоксикация фентанилом, недавний прием метамфетамина, а также сопутствующие заболевания Флойда, увеличили вероятность летального исхода.
Семья Флойда заказала проведение независимой экспертизы, которая была проведена 31 мая медицинским экспертом-патологоанатомом Майклом Баденом из Нью-Йорка и Аллесией Уилсон, директором отдела судебно-медицинских экспертиз и вскрытий Медицинской школы Мичиганского университета. Результаты повторной экспертизы были обнародованы 1 июня, на несколько часов раньше отчёта Бейкера. Баден и Уилсон указывают на факт убийства, озвученный также в результатах первого вскрытия. Помимо этого, эксперты сошлись на том, что смерть Флойда наступила от асфиксии из-за придавливания шеи, однако, по их заявлению, Флойд не имел медицинских проблем, которые могли бы способствовать его смерти.
7 октября 2020 года Шовин был отпущен из-под стражи под залог за 1 миллион долларов.
20 апреля 2021 года Дерек Шовин был признан виновным в непреднамеренном убийстве Джорджа Флойда.
25 июня 2021 года Шовин был приговорён к 22,5 годам лишения свободы.
24 ноября 2023 года подвергся нападению одного из заключённых. Получив многочисленные ножевые ранения, был доставлен в медицинский центр города Тусон, Аризона.

## Личная жизнь
Бывшая жена Шовина, агент по недвижимости и фотограф, является беженкой из Лаоса. В 2018 году она победила в конкурсе красоты «Миссис Миннесота». Женщина подала на развод за день до того, как Шовин был арестован за убийство Флойда. Развод был завершён в феврале 2021 года.